# Храпов Сергій Юрійович
Храпов Сергій Юрійович (8 лютого 1956, Львів) — український графік і живописець.
Закінчив Український поліграфічний інститут ім. Ів. Федорова (викл.: С. Іванов).
Працює у ділянці станкової та книжкової графіки, акварельного живопису. Член НСХУ (2000). Член Австрійської спілки екслібрису. Персональні виставки: Голландія (1998, 1999, 2003); Австрія (2002); Туреччина (2005). Міжнародні виставки: 1991–2005 понад 110 міжнародних виставок. Живе і працює у Львові.
Нагороди: медаль Міжнародного графічного змагання екслібрису, Глівіце — 97, Польща. (1997); диплом СХУ, Львів (1998); медаль Міжнародного бієнале сучасного екслібрису, Мальборк, Польща (2000); призове місце Міжнародної виставки малого друку, Норволк, Коннектикут, США (2001); Монреальське міжнародне бієнале малого друку, Канада. (2002); призове місце Міжнародного бієнале екслібрису — Софія ‘03, Болгарія (2003); призове місце Першого міжнародного екслібрис-змагання — Анкара, Туреччина (2003).